# Dean Israelite
Dean Israelite là một đạo diễn điện ảnh, nhà biên kịch và nhà sản xuất điện ảnh người Nam Phi. Anh được biết đến với vai trò đạo diễn điện ảnh cho bộ phim Project Almanac và phiên bản làm lại năm 2017 của Năm anh em siêu nhân.

## Tiểu sử
Israelite được sinh ra và lớn lên tại Johannesburg, Nam Phi. Anh theo học ngành Nghệ thuật Sân khấu tại Đại học Witwatersrand. Sau đó, anh chuyển tới Úc và tốt nghiệp ngành Điện ảnh và Truyền hình của Đại học Curtin, rồi nhận chứng nhận MFA từ Viện phim Mỹ.

## Sự nghiệp
Israelite bắt đầu sự nghiệp đạo diễn điện ảnh của mình với việc đạo diễn và biên kịch cho một vài phim ngắn, trong đó có Acholiland.
Năm 2015, Israelite ra mắt phim điện ảnh đạo diễn đầu tay Project Almanac, dựa theo phần kịch bản do Jason Pagan và Andrew Deutschman thực hiện. Michael Bay đảm nhiệm vai trò sản xuất cho phim. Project Almanac được khởi chiếu rộng rãi vào ngày 30 tháng 1 năm 2015 bởi hãng phim Paramount Pictures, thu về hơn 32 triệu USD với mức kinh phí bỏ ra chỉ vào khoảng 12 triệu USD.
Israelite đảm nhiệm vị trí đạo diễn cho phim điện ảnh Năm anh em siêu nhân khởi chiếu năm 2017 của hãng Lionsgate, dựa trên kịch bản của John Gatins và cốt truyện của Matt Sazama, Burk Sharpless, Michelle Mulroney và Kieran Mulroney.

## Danh sách phim
| Năm  | Phim                                         | Vị trí   | Vị trí   | Vị trí    | Ghi chú                              |
| Năm  | Phim                                         | Đạo diễn | Sản xuất | Biên kịch | Ghi chú                              |
| ---- | -------------------------------------------- | -------- | -------- | --------- | ------------------------------------ |
| 2006 | Magician                                     | Có       | Không    | Có        | Phim ngắn                            |
| 2007 | The Department of Nothing                    | Có       | Không    | Có        | Phim ngắn                            |
| 2008 | Die Jugendcops - Kommissariat 105 im Einsatz | Có       | Không    | Không     | Phim truyền hình, đạo diễn phân đoạn |
| 2009 | Acholiland                                   | Có       | Không    | Có        | Phim ngắn                            |
| 2014 | The Middle Distance                          | Không    | Có       | Không     | Sản xuất điều hành                   |
| 2015 | Project Almanac                              | Có       | Không    | Không     | Phim đạo diễn đầu tay                |
| 2017 | Năm anh em siêu nhân                         | Có       | Không    | Không     |                                      |